# Interkontynentalne turnieje kwalifikacyjne w piłce siatkowej kobiet do Letnich Igrzysk Olimpijskich 2020
Kwalifikacyjne turnieje interkontynentalne do Letnich Igrzysk Olimpijskich 2020 do Igrzysk Olimpijskich w Tokio odbyły się od 1 do 4 sierpnia 2019 roku. Wzięło w nich udział 24 reprezentacji narodowych.

## System rozgrywek
- W turniejach interkontynentalnych udział weźmie 24 reprezentacji.
- Zespoły będą podzielone na 6 grup. Turniej interkontynentalny będzie liczyć 24 zespołów, po 4 drużyny w każdej grupie.
- W każdym turnieju drużyny rozegrają między sobą po jednym spotkaniu. Do turnieju olimpijskiego awansuje drużyna z pierwszego miejsca w grupie[1][2].

## Drużyny uczestniczące
| Grupa A                           | Grupa B                    | Grupa C                                         | Grupa D                                 | Grupa E                              | Grupa F                      |
| --------------------------------- | -------------------------- | ----------------------------------------------- | --------------------------------------- | ------------------------------------ | ---------------------------- |
| Polska Serbia Tajlandia Portoryko | Chiny Turcja Niemcy Czechy | Stany Zjednoczone Bułgaria Argentyna Kazachstan | Brazylia Azerbejdżan Dominikana Kamerun | Rosja Kanada Korea Południowa Meksyk | Włochy Holandia Belgia Kenia |

## Faza grupowa

### Grupa A
- Wrocław

| Lp. | Drużyna   | Mecze | Mecze   | Mecze   | Pkt | Sety | Sety | Sety  | Małe punkty | Małe punkty | Małe punkty |
| Lp. | Drużyna   | M     | W (3:2) | P (2:3) | Pkt | wyg. | prz. | ratio | zdob.       | str.        | ratio       |
| --- | --------- | ----- | ------- | ------- | --- | ---- | ---- | ----- | ----------- | ----------- | ----------- |
| 1.  | Serbia    | 3     | 3 (0)   | 0 (0)   | 9   | 9    | 1    | 9.000 | 246         | 192         | 1.281       |
| 2.  | Polska    | 3     | 2 (1)   | 1 (0)   | 5   | 7    | 5    | 1.400 | 280         | 267         | 1.049       |
| 3.  | Tajlandia | 3     | 1 (0)   | 2 (1)   | 4   | 5    | 7    | 0.714 | 261         | 271         | 0.963       |
| 4.  | Portoryko | 3     | 0 (0)   | 3 (0)   | 0   | 1    | 9    | 0.111 | 194         | 251         | 0.773       |

Źródło: volleyball.ioqt.2019.fivb.com
Punktacja: 3:0 i 3:1 – 3 pkt; 3:2 – 2 pkt; 2:3 – 1 pkt; 1:3 i 0:3 – 0 pkt
Zasady ustalania kolejności: 1. liczba zwycięstw; 2. liczba punktów; 3. stosunek setów; 4. stosunek małych punktów; 5. bilans w bezpośrednich meczach
     Awans do turnieju olimpijskiego
     Awans do europejskiego turnieju kwalifikacyjnego
Wyniki spotkań
| Data       | Godz. | Drużyna 1 | Wynik | Drużyna 2 | 1     | 2     | 3     | 4     | 5     | Widzów | * |
| ---------- | ----- | --------- | ----- | --------- | ----- | ----- | ----- | ----- | ----- | ------ | - |
| 02.08.2019 | 17:00 | Serbia    | 3:0   | Tajlandia | 25:15 | 25:22 | 25:18 |       |       | 482    |   |
| 02.08.2019 | 20:30 | Polska    | 3:0   | Portoryko | 25:18 | 30:28 | 25:15 |       |       | 1800   |   |
| 03.08.2019 | 17:00 | Serbia    | 3:0   | Portoryko | 25:14 | 25:20 | 25:16 |       |       | 591    |   |
| 03.08.2019 | 20:30 | Tajlandia | 2:3   | Polska    | 23:25 | 25:22 | 28:26 | 23:25 | 11:15 | 2143   |   |
| 04.08.2019 | 17:00 | Portoryko | 1:3   | Tajlandia | 25:21 | 20:25 | 20:25 | 18:25 |       | 458    |   |
| 04.08.2019 | 20:30 | Serbia    | 3:1   | Polska    | 21:25 | 25:23 | 25:16 | 25:23 |       | 2600   |   |

### Grupa B
- Ningbo

| Lp. | Drużyna | Mecze | Mecze   | Mecze   | Pkt | Sety | Sety | Sety  | Małe punkty | Małe punkty | Małe punkty |
| Lp. | Drużyna | M     | W (3:2) | P (2:3) | Pkt | wyg. | prz. | ratio | zdob.       | str.        | ratio       |
| --- | ------- | ----- | ------- | ------- | --- | ---- | ---- | ----- | ----------- | ----------- | ----------- |
| 1.  | Chiny   | 3     | 3 (0)   | 0 (0)   | 9   | 9    | 1    | 9.000 | 246         | 192         | 1.281       |
| 2.  | Turcja  | 3     | 2 (0)   | 1 (0)   | 6   | 6    | 5    | 1.200 | 238         | 244         | 0.975       |
| 3.  | Niemcy  | 3     | 1 (0)   | 2 (0)   | 3   | 5    | 6    | 0.833 | 249         | 246         | 1.012       |
| 4.  | Czechy  | 3     | 0 (0)   | 3 (0)   | 0   | 1    | 9    | 0.111 | 195         | 246         | 0.793       |

Źródło: volleyball.ioqt.2019.fivb.com
Punktacja: 3:0 i 3:1 – 3 pkt; 3:2 – 2 pkt; 2:3 – 1 pkt; 1:3 i 0:3 – 0 pkt
Zasady ustalania kolejności: 1. liczba zwycięstw; 2. liczba punktów; 3. stosunek setów; 4. stosunek małych punktów; 5. bilans w bezpośrednich meczach
     Awans do turnieju olimpijskiego
     Awans do europejskiego turnieju kwalifikacyjnego
Wyniki spotkań
| Data       | Godz. | Drużyna 1 | Wynik | Drużyna 2 | 1     | 2     | 3     | 4     | 5 | Widzów | * |
| ---------- | ----- | --------- | ----- | --------- | ----- | ----- | ----- | ----- | - | ------ | - |
| 02.08.2019 | 15:00 | Chiny     | 3:0   | Czechy    | 25:18 | 25:23 | 25:19 |       |   | 6100   |   |
| 02.08.2019 | 20:00 | Turcja    | 3:1   | Niemcy    | 27:25 | 25:20 | 17:25 | 25:20 |   | 3980   |   |
| 03.08.2019 | 15:00 | Turcja    | 3:1   | Czechy    | 25:15 | 25:22 | 21:25 | 25:17 |   | 2840   |   |
| 03.08.2019 | 20:00 | Chiny     | 3:1   | Niemcy    | 25:22 | 25:22 | 21:25 | 25:15 |   | 7530   |   |
| 04.08.2019 | 15:00 | Czechy    | 0:3   | Niemcy    | 18:25 | 22:25 | 16:25 |       |   | 2690   |   |
| 04.08.2019 | 20:00 | Chiny     | 3:0   | Turcja    | 25:18 | 25:12 | 25:18 |       |   | 7810   |   |

### Grupa C
- Shreveport

| Lp. | Drużyna           | Mecze | Mecze   | Mecze   | Pkt | Sety | Sety | Sety  | Małe punkty | Małe punkty | Małe punkty |
| Lp. | Drużyna           | M     | W (3:2) | P (2:3) | Pkt | wyg. | prz. | ratio | zdob.       | str.        | ratio       |
| --- | ----------------- | ----- | ------- | ------- | --- | ---- | ---- | ----- | ----------- | ----------- | ----------- |
| 1.  | Stany Zjednoczone | 3     | 3 (1)   | 0 (0)   | 8   | 9    | 2    | 4.500 | 257         | 187         | 1.374       |
| 2.  | Bułgaria          | 3     | 2 (0)   | 1 (1)   | 7   | 8    | 4    | 2.000 | 272         | 227         | 1.198       |
| 3.  | Argentyna         | 3     | 1 (0)   | 2 (0)   | 3   | 4    | 7    | 0.571 | 223         | 243         | 0.918       |
| 4.  | Kazachstan        | 3     | 0 (0)   | 3 (0)   | 0   | 1    | 9    | 0.111 | 152         | 247         | 0.615       |

Źródło: volleyball.ioqt.2019.fivb.com
Punktacja: 3:0 i 3:1 – 3 pkt; 3:2 – 2 pkt; 2:3 – 1 pkt; 1:3 i 0:3 – 0 pkt
Zasady ustalania kolejności: 1. liczba zwycięstw; 2. liczba punktów; 3. stosunek setów; 4. stosunek małych punktów; 5. bilans w bezpośrednich meczach
     Awans do turnieju olimpijskiego
     Awans do europejskiego turnieju kwalifikacyjnego
Wyniki spotkań
| Data       | Godz. | Drużyna 1         | Wynik | Drużyna 2  | 1     | 2     | 3     | 4     | 5     | Widzów | * |
| ---------- | ----- | ----------------- | ----- | ---------- | ----- | ----- | ----- | ----- | ----- | ------ | - |
| 02.08.2019 | 15:00 | Argentyna         | 1:3   | Bułgaria   | 26:24 | 10:25 | 18:25 | 20:25 |       | 1200   |   |
| 02.08.2019 | 18:00 | Stany Zjednoczone | 3:0   | Kazachstan | 25:17 | 25:10 | 25:10 |       |       | 2300   |   |
| 03.08.2019 | 17:00 | Stany Zjednoczone | 3:2   | Bułgaria   | 21:25 | 25:18 | 21:25 | 25:20 | 15:10 | 4000   |   |
| 03.08.2019 | 20:00 | Kazachstan        | 1:3   | Argentyna  | 25:22 | 8:25  | 20:25 | 16:25 |       | 750    |   |
| 04.08.2019 | 13:00 | Stany Zjednoczone | 3:0   | Argentyna  | 25:22 | 25:17 | 25:13 |       |       | 4200   |   |
| 04.08.2019 | 16:00 | Kazachstan        | 0:3   | Bułgaria   | 14:25 | 16:25 | 16:25 |       |       | 650    |   |

### Grupa D
- Uberlândia

| Lp. | Drużyna     | Mecze | Mecze   | Mecze   | Pkt | Sety | Sety | Sety  | Małe punkty | Małe punkty | Małe punkty |
| Lp. | Drużyna     | M     | W (3:2) | P (2:3) | Pkt | wyg. | prz. | ratio | zdob.       | str.        | ratio       |
| --- | ----------- | ----- | ------- | ------- | --- | ---- | ---- | ----- | ----------- | ----------- | ----------- |
| 1.  | Brazylia    | 3     | 3 (2)   | 0 (0)   | 7   | 9    | 4    | 2.250 | 290         | 238         | 1.218       |
| 2.  | Dominikana  | 3     | 2 (0)   | 1 (1)   | 7   | 8    | 3    | 2.667 | 251         | 214         | 1.173       |
| 3.  | Azerbejdżan | 3     | 1 (0)   | 2 (1)   | 4   | 5    | 6    | 0.833 | 224         | 235         | 0.953       |
| 4.  | Kamerun     | 3     | 0 (0)   | 3 (0)   | 0   | 0    | 9    | 0.000 | 147         | 225         | 0.653       |

Źródło: volleyball.ioqt.2019.fivb.com
Punktacja: 3:0 i 3:1 – 3 pkt; 3:2 – 2 pkt; 2:3 – 1 pkt; 1:3 i 0:3 – 0 pkt
Zasady ustalania kolejności: 1. liczba zwycięstw; 2. liczba punktów; 3. stosunek setów; 4. stosunek małych punktów; 5. bilans w bezpośrednich meczach
     Awans do turnieju olimpijskiego
     Awans do turnieju kwalifikacyjnego Ameryki Północnej
Wyniki spotkań
| Data       | Godz. | Drużyna 1   | Wynik | Drużyna 2   | 1     | 2     | 3     | 4     | 5     | Widzów | * |
| ---------- | ----- | ----------- | ----- | ----------- | ----- | ----- | ----- | ----- | ----- | ------ | - |
| 01.08.2019 | 14:15 | Brazylia    | 3:0   | Kamerun     | 25:14 | 25:13 | 25:16 |       |       | 5000   |   |
| 01.08.2019 | 16:45 | Dominikana  | 3:0   | Azerbejdżan | 25:15 | 25:22 | 25:18 |       |       | 600    |   |
| 02.08.2019 | 14:15 | Brazylia    | 3:2   | Azerbejdżan | 25:13 | 23:25 | 21:25 | 25:19 | 15:12 | 6000   |   |
| 02.08.2019 | 16:45 | Kamerun     | 0:3   | Dominikana  | 20:25 | 19:25 | 14:25 |       |       | 300    |   |
| 03.08.2019 | 10:00 | Brazylia    | 3:2   | Dominikana  | 25:22 | 25:19 | 23:25 | 18:25 | 15:10 | 5200   |   |
| 03.08.2019 | 12:30 | Azerbejdżan | 3:0   | Kamerun     | 25:17 | 25:14 | 25:20 |       |       | 300    |   |

### Grupa E
- Królewiec

| Lp. | Drużyna          | Mecze | Mecze   | Mecze   | Pkt | Sety | Sety | Sety  | Małe punkty | Małe punkty | Małe punkty |
| Lp. | Drużyna          | M     | W (3:2) | P (2:3) | Pkt | wyg. | prz. | ratio | zdob.       | str.        | ratio       |
| --- | ---------------- | ----- | ------- | ------- | --- | ---- | ---- | ----- | ----------- | ----------- | ----------- |
| 1.  | Rosja            | 3     | 3 (1)   | 0 (0)   | 8   | 9    | 2    | 4.500 | 257         | 200         | 1.285       |
| 2.  | Korea Południowa | 3     | 2 (0)   | 1 (1)   | 7   | 8    | 4    | 2.000 | 271         | 252         | 1.075       |
| 3.  | Kanada           | 3     | 1 (0)   | 2 (0)   | 3   | 4    | 6    | 0.667 | 217         | 225         | 0.964       |
| 4.  | Meksyk           | 3     | 0 (0)   | 3 (0)   | 0   | 0    | 9    | 0.000 | 159         | 227         | 0.700       |

Źródło: volleyball.ioqt.2019.fivb.com
Punktacja: 3:0 i 3:1 – 3 pkt; 3:2 – 2 pkt; 2:3 – 1 pkt; 1:3 i 0:3 – 0 pkt
Zasady ustalania kolejności: 1. liczba zwycięstw; 2. liczba punktów; 3. stosunek setów; 4. stosunek małych punktów; 5. bilans w bezpośrednich meczach
     Awans do turnieju olimpijskiego
     Awans do azjatyckiego turnieju kwalifikacyjnego
Wyniki spotkań
| Data       | Godz. | Drużyna 1        | Wynik | Drużyna 2        | 1     | 2     | 3     | 4     | 5     | Widzów | * |
| ---------- | ----- | ---------------- | ----- | ---------------- | ----- | ----- | ----- | ----- | ----- | ------ | - |
| 02.08.2019 | 16:00 | Korea Południowa | 3:1   | Kanada           | 21:25 | 25:20 | 25:19 | 25:22 |       | 2000   |   |
| 02.08.2019 | 19:00 | Rosja            | 3:0   | Meksyk           | 25:13 | 25:8  | 26:24 |       |       | 5018   |   |
| 03.08.2019 | 16:00 | Korea Południowa | 3:0   | Meksyk           | 25:21 | 25:15 | 26:24 |       |       | 2015   |   |
| 03.08.2019 | 19:00 | Rosja            | 3:0   | Kanada           | 25:13 | 25:21 | 25:22 |       |       | 6651   |   |
| 04.08.2019 | 16:00 | Meksyk           | 0:3   | Kanada           | 22:25 | 15:25 | 17:25 |       |       | 2566   |   |
| 04.08.2019 | 19:00 | Rosja            | 3:2   | Korea Południowa | 21:25 | 20:25 | 25:22 | 25:16 | 15:11 | 6800   |   |

### Grupa F
- Catania

| Lp. | Drużyna  | Mecze | Mecze   | Mecze   | Pkt | Sety | Sety | Sety  | Małe punkty | Małe punkty | Małe punkty |
| Lp. | Drużyna  | M     | W (3:2) | P (2:3) | Pkt | wyg. | prz. | ratio | zdob.       | str.        | ratio       |
| --- | -------- | ----- | ------- | ------- | --- | ---- | ---- | ----- | ----------- | ----------- | ----------- |
| 1.  | Włochy   | 3     | 3 (0)   | 0 (0)   | 9   | 9    | 0    | MAX   | 225         | 152         | 1.480       |
| 2.  | Holandia | 3     | 2 (0)   | 1 (0)   | 6   | 6    | 3    | 2.000 | 212         | 169         | 1.254       |
| 3.  | Belgia   | 3     | 1 (0)   | 2 (0)   | 3   | 3    | 6    | 0.500 | 181         | 186         | 0.973       |
| 4.  | Kenia    | 3     | 0 (0)   | 3 (0)   | 0   | 0    | 9    | 0.000 | 114         | 225         | 0.507       |

Źródło: volleyball.ioqt.2019.fivb.com
Punktacja: 3:0 i 3:1 – 3 pkt; 3:2 – 2 pkt; 2:3 – 1 pkt; 1:3 i 0:3 – 0 pkt
Zasady ustalania kolejności: 1. liczba zwycięstw; 2. liczba punktów; 3. stosunek setów; 4. stosunek małych punktów; 5. bilans w bezpośrednich meczach
     Awans do turnieju olimpijskiego
     Awans do europejskiego turnieju kwalifikacyjnego
Wyniki spotkań
| Data       | Godz. | Drużyna 1 | Wynik | Drużyna 2 | 1     | 2     | 3     | 4 | 5 | Widzów | * |
| ---------- | ----- | --------- | ----- | --------- | ----- | ----- | ----- | - | - | ------ | - |
| 02.08.2019 | 18:00 | Belgia    | 0:3   | Holandia  | 20:25 | 15:25 | 22:25 |   |   | 2400   |   |
| 02.08.2019 | 21:00 | Włochy    | 3:0   | Kenia     | 25:17 | 25:10 | 25:14 |   |   | 3200   |   |
| 03.08.2019 | 18:00 | Holandia  | 3:0   | Kenia     | 25:17 | 25:10 | 25:10 |   |   | 2800   |   |
| 03.08.2019 | 21:00 | Belgia    | 0:3   | Włochy    | 17:25 | 16:25 | 16:25 |   |   | 3650   |   |
| 04.08.2019 | 18:00 | Kenia     | 0:3   | Belgia    | 15:25 | 14:25 | 7:25  |   |   | 3200   |   |
| 04.08.2019 | 21:00 | Holandia  | 0:3   | Włochy    | 23:25 | 17:25 | 22:25 |   |   | 4500   |   |